# Berycidae
Berycidae (Slijmkopvissen) zijn een familie van straalvinnige vissen uit de orde van Slijmkopvissen (Beryciformes).